# Законодательное собрание города Севастополя
Законодательное собрание города Севастополя — законодательный орган города федерального значения Севастополя.
Законодательное собрание состоит из 24 депутатов, избираемых сроком на 5 лет. Действующий состав городского парламента избран 19 сентября 2024 года.

## История
По данным СБУ Украины, в ходе аннексии Крыма Россией 17 марта 2014 года депутаты 6 созыва Севастопольского городского совета переименовали городской совет Севастополя в «Законодательное собрание города Севастополя». Следствие СБУ характеризует действия как преступление согласно Уголовного кодекса Украины — государственную измену. Относительно 11 депутатов горсовета СБУ открыло расследование, они объявлены в розыск.
18 марта 2014 года собрание стало парламентом субъекта Российской Федерации — города федерального значения Севастополя. 11 апреля 2014 года был принят устав Севастополя, установивший современный статус и полномочия Законодательного собрания в системе органов власти города федерального значения Севастополя, а 10 июля 2014 года — отдельный закон о Законодательном собрании.
14 сентября 2014 года состоялись первые после аннексии Россией выборы городского парламента; Единая Россия получила 22 мандата, ЛДПР — 2.
9 сентября 2019 года состоялись вторые выборы городского парламента; Единая Россия получила 15 мандатов, КПРФ — 3, ЛДПР — 3, СР — 1, Зелёные — 1, Партия пенсионеров — 1.
8 сентября 2024 года состоялись третьи выборы городского парламента; «Единая Россия» получила 20 мандатов, фракции КПРФ, ЛДПР — по одному мандату, Новые люди — 2 мандата.
Представитель от законодательного органа государственной власти города Севастополя в Совете Федерации Федерального собрания Российской Федерации — Мельник Лариса Вадимовна.

## Председатель
- Алексей Михайлович Чалый, Единая Россия (22 сентября 2014 — 22 марта 2016).[9]
- Екатерина Борисовна Алтабаева, Единая Россия (6 сентября 2016 — 14 сентября 2019).
- Владимир Владимирович Немцев, Единая Россия (с 14 сентября 2019 года — н. в.)

## Фракции

### 1 созыв
| Фракция       | Руководитель                | Кол-во депутатов | Процент |
| ------------- | --------------------------- | ---------------- | ------- |
| Единая Россия | Аксёнов Вячеслав Викторович | 22               | 92 %    |
| ЛДПР          | Валис Игорь Владимирович    | 2                | 8 %     |

### 2 созыв
| Фракция             | Руководитель               | Кол-во депутатов | Процент |
| ------------------- | -------------------------- | ---------------- | ------- |
| Единая Россия       | Лобач Татьяна Георгиевна   | 15               | 62,5 %  |
| КПРФ                | Кияшко Роман Владимирович  | 3                | 12,5 %  |
| ЛДПР                | Журавлёв Илья Григорьевич  | 3                | 12,5 %  |
| Справедливая Россия | Дубовик Евгений Георгиевич | 1                | 4,16 %  |
| Партия пенсионеров  | Глотова Елена Николаевна   | 1                | 4,16 %  |
| Вне фракций:        |                            |                  |         |
| Зелёные             |                            | 1                | 4,16 %  |

## Представитель в Совете ФедерацииФедерального Собрания РФ
21 октября 2014 года парламент Севастополя I созыва принял решение наделить полномочиями члена Совета Федерации Федерального Собрания Российской Федерации Ольгу Тимофееву.
14 сентября 2019 года парламент Севастополя II созыва принял решение наделить полномочиями члена Совета Федерации Федерального Собрания Российской Федерации Екатерину Алтабаеву.
29 октября 2020 года полномочиями сенатора РФ от Законодательного собрания был наделён Колбин Сергей Николаевич. 
19 сентября 2024 года парламент Севастополя III созыва наделил полномочиями сенатора от законодательной власти Мельник Ларису Вадимовну. 

## Депутаты
| I созыв (2014—2019 г.)                   | I созыв (2014—2019 г.) | I созыв (2014—2019 г.)                              | I созыв (2014—2019 г.) | I созыв (2014—2019 г.) |
| Фамилия Имя Отчество                     | Дата рождения          | Способ избрания                                     | До избрания | Должность в Законодательном собрании                                                                                              |
| ---------------------------------------- | ---------------------- | --------------------------------------------------- | --- | --- |
| Единая Россия                            |                        |                                                     | | |
| Аксёнов Вячеслав Викторович              | 26.12.1958             |                                                     | | |
| Алтабаева Екатерина Борисовна            | 27.05.1956             | Избрана по одномандатному избирательному округу № 2 | Старший преподаватель кафедры истории и социально-гуманитарных наук в Севастопольском городском гуманитарном университете | Председатель Законодательного собрания                                                                                            |
| Вусатенко Татьяна Анатольевна            | 28.01.1969             |                                                     | | |
| Горелов Вячеслав Николаевич              |                        | Избран по одномандатному избирательному округу № 4  | | |
| Кажанов Сергей Петрович                  |                        |                                                     | | |
| Караваев Александр Викторович            |                        |                                                     | | |
| Ковшарь Александр Васильевич             |                        |                                                     | | |
| Колесников Борис Дмитриевич              |                        |                                                     | | |
| Кравец Ирина Ивановна                    |                        | Избрана по одномандатному избирательному округу № 1 | | |
| Кравченко Сергей Иванович                |                        |                                                     | | |
| Круглов Юрий Игоревич                    |                        |                                                     | | |
| Кулагин Александр Андреевич              | 03.02.1971             | Избран по одномандатному избирательному округу № 8  | Старший преподаватель кафедры «Учет и аудит» СевГУ                                                                        | Заместитель председателя Законодательного Собрания                                                                                |
| Кусов Иван Сергеевич (до 22.01.2019)     |                        | Избран по одномандатному избирательному округу № 3  | | |
| Лобач Татьяна Георгиевна                 |                        |                                                     | | |
| Мащенко Евгений Владиславович            |                        | Избран по одномандатному избирательному округу № 6  | | |
| Оганесян Виктор Альбертович              |                        |                                                     | | |
| Посметный Виктор Александрович           |                        | Избран по одномандатному избирательному округу № 7  | | |
| Сандулова Татьяна Борисовна              |                        |                                                     | | |
| Соболев Андрей Николаевич (до 18.09.2017 | 01.12.1954             |                                                     | Генеральный директор ООО «Полиграфия»                                                                                     | |
| Соловьёв Игорь Олегович (до 24.01.2017)  | 27.10.1977             | Избран по одномандатному избирательному округу № 3  | | |
| Тимофеева Ольга Леонидовна               | 28.04.1967             |                                                     | Старший преподаватель кафедры информационных систем Севастопольского национального технического университета              | |
| Хомякова Ольга Александровна             |                        |                                                     | | |
| Чалый Алексей Михайлович                 |                        |                                                     | | |
| Чалый Михаил Михайлович                  |                        |                                                     | | |
| Щербакова Татьяна Михайловна             | 22.11.1971             | Избрана по одномандатному избирательному округу № 5 | | Председатель комитета по социально-гуманитарным вопросам                                                                          |
| ЛДПР                                     |                        |                                                     | | |
| Валис Игорь Владимирович                 | 02.06.1975             |                                                     | Директор РЭП-2 | |
| Журавлёв Илья Григорьевич                | 03.06.1971             |                                                     | Депутат Севастопольского городского совета                                                                                | Руководитель фракции ЛДПР, председатель постоянного комитета Законодательного Собрания города Севастополя по городскому хозяйству |

| II созыв (2019 — н.в.)       | II созыв (2019 — н.в.) | II созыв (2019 — н.в.)                                                                               | II созыв (2019 — н.в.)          | II созыв (2019 — н.в.)               |
| Фамилия Имя Отчество         | Дата рождения          | Способ избрания                                                                                      | До избрания                     | Должность в Законодательном собрании |
| ---------------------------- | ---------------------- | --- | ------------------------------- | ------------------------------------ |
| Единая Россия                |                        | |                                 |                                      |
| Климов, Алексей Владимирович | 17.08.1976             | по списку Севастопольского регионального отделения Всероссийской политической партии «ЕДИНАЯ РОССИЯ» | майор запаса Вооружённых сил РФ |                                      |